# 675
Năm 675 là một năm trong lịch Julius.